# Remember (HIGH and MIGHTY COLORの曲)
「Remember」（リメンバー）は、日本のロックバンド・HIGH and MIGHTY COLORの14枚目のシングル。2008年10月15日発売。

## 解説
2008年6月にDREAMS COME TRUEの中村正人と結婚したことを報告し、同年中に脱退することになったマーキーが参加した最後のシングル。表題曲のテーマは、マーキーの卒業ソングである。
8thシングル「Dreams」から前作「HOT LIMIT」までは作詞・作曲に個人名が記載されていたが、今作ではバンド名義となっている。

## 収録曲
| 全作詞・作曲・編曲: HIGH and MIGHTY COLOR。 |                            |                       |                       |      |
| #                                           | タイトル                   | 作詞                  | 作曲・編曲            | 時間 |
| 1.                                          | 「Remember」               | HIGH and MIGHTY COLOR | HIGH and MIGHTY COLOR | 4:39 |
| 2.                                          | 「花ふぶき」               | HIGH and MIGHTY COLOR | HIGH and MIGHTY COLOR | 5:38 |
| 3.                                          | 「PRIDE LIVE MIX 2008」    | HIGH and MIGHTY COLOR | HIGH and MIGHTY COLOR | 4:39 |
| 4.                                          | 「Remember-Instrumental-」 | HIGH and MIGHTY COLOR | HIGH and MIGHTY COLOR | 4:39 |
| 合計時間:                                   | 合計時間:                  | 19:35                 |                       |      |

### 楽曲解説
1. Remember
NHK『MUSIC JAPAN』に出演し披露された（2008年10月18日放送分）。因みにこれがマーキー最後のテレビ出演である。
2. 花ふぶき
普段使用している7弦ギターではなく、6弦ギターを使用している。ライブ時には、カズトがアコースティックギターで演奏していた。
3. PRIDE LIVE MIX 2008
1stシングルを新たにレコーディングされている。ライブで演奏されている音源に近い。

## 収録アルバム
- BEEEEEEST (#1)